# Bjarne Riis
Bjarne Riis (ur. 3 kwietnia 1964 w Herning) – duński kolarz szosowy.

## Życiorys
Karierę zawodową rozpoczął w 1986. W 1996 odniósł swój największy sukces, wygrywając Tour de France po serii pięciu triumfów Hiszpana Induraina. W 1997 wygrał znany wyścig klasyczny Amstel Gold Race. Na skutek wypadku, do którego doszło w trakcie wyścigu Tour de Suisse w 1999, odniósł kontuzję. Nie powróciwszy do dawnej formy, oficjalnie zakończył karierę kolarską w 2000.
Jest mężem Anne Dorthe Tanderup, duńskiej piłkarki ręcznej.
Jest byłym właścicielem (do 2013 roku) i byłym menedżerem (do marca 2015 roku) grupy Team Saxo Bank.
25 maja 2007 roku, na zwołanej przez siebie konferencji prasowej, Riis przyznał się do stosowania w latach 1993–1998 (a więc także podczas zakończonego zwycięstwem startu w Tour de France w 1996 roku) erytropoetyny, niedozwolonego środka dopingującego, a także hormonu wzrostu i kortyzonu. Kilka dni później został skreślony z oficjalnej listy najlepszych sportowców Danii, a także z listy oficjalnych zwycięzców Tour de France. W czerwcu 2008 roku został ponownie wpisany na listę zwycięców Tour de France z dopiskiem, że w celu wygrania wyścigu stosował doping.